# شعب المفرسك (جبلة)

تعديل مصدري - تعديل

شعب المفرسك محلة تابعة لقرية الخرف، التابعة لعزلة المكتب بمديرية جبلة إحدى مديريات محافظة إب في الجمهورية اليمنية، بلغ تعداد سكانها 85 حسب تعداد اليمن لعام 2004.